# Monumento natural cueva Alfredo Jahn
El monumento natural Cueva Alfredo Jahn es un área natural protegida ubicada 4 km al oeste del pueblo venezolano de Birongo, Estado Miranda, en el extremo oriental de la Serranía Litoral de la Cordillera de la Costa. Con un desarrollo de galerías de 4,29 km, es la cueva más grande de la región central de Venezuela, la sexta de Venezuela y una de las más visitadas del país. 
Fue decretado como Monumento Natural el 12 de diciembre de 1978 con el Decreto n.º 2.989 publicado en la Gaceta Oficial n.º 2.417 del 7 de marzo de 1979. El monumento fue bautizado en honor de Alfredo Jahn, pionero de diversas disciplinas científicas en Venezuela como la geografía, geología, topografía, astronomía, antropología, lingüística y la botánica, y quien además fue fundador de la Sociedad Venezolana de Ciencias Naturales.
Es una cueva húmeda, todavía activa, que se ha ido formando por la acción de la Quebrada Cambural. Sus paredes de calcita están cubiertas de espectaculares estalagmitas, estalactitas y columnas, que alcanzan su máximo desarrollo en el Salón del Chaguaramo o Salón de la Lluvia.

## Geografía
La Cueva Alfredo Jahn está ubicada cuatro kilómetros al oeste del pueblo de Birongo, Estado Miranda, en el extremo oriental de la Serranía Litoral de la Cordillera de la Costa.
Este monumento natural se encuentra en alturas comprendidas entre los 60 y 300 m s. n. m. El relieve es semi-escarpado formado por colinas calcáreas. El clima es lluvioso y cálido con una precipitación media anual de 1.970 mm. La temperatura en el interior de la cueva oscila entre 22 °C y 26 °C (MARNR 1992).
La Cueva Alfredo Jahn es la más grande de la región central de Venezuela y la sexta más grande del país, teniendo un desarrollo de galerías horizontales de 4.292 metros y un desnivel de 67 metros, así como 15 entradas o bocas. Puede ser dividida en seis sectores: Galería de la Quebrada, el Arrastradero, Galería del Río, Galería Codazzi a Salón del Chaguaramo (o Salón de la Lluvia), Galería del Sifón del Diablo y Galería Henri Pittier (SVE 1973).
Esta formación geológica está formada por mármoles calcíticos y calcítico-dolomíticos (Uzcátegui 1996), internamente es recorrida por la Quebrada Cambural, que es perenne y drena una microcuenca donde afloran esquistos con una mineralogía variada de las Formaciones Las Mercedes y Las Brisas (Urbani 1974). La cueva se ha ido formando por la acción de erosión y corrosión del agua de la quebrada sobre la piedra calcítica y dolomítica. En época de sequía la quebrada se infiltra a lo largo de unos 200 metros al inicio del bloque de calcita, a nivel del Salón del Chaguaramo o de la Lluvia, canalizándose en su interior hasta surgir unos 600 metros más adelante en la Boca 1 de la cueva. El cuerpo de agua continúa luego superficialmente hasta que se une con la quebrada Casupal. En la estación de lluvias, la infiltración a través de los sedimentos del cauce de la quebrada no es suficiente para captar todo el caudal de agua, así que el excedente sigue por el curso por encima de la cueva hasta que entra en la Boca 8, continuando hasta la Boca 1 donde resurge toda el agua (Forti y col. 1999).
La cueva Alfredo Jahn es una cueva joven y los procesos de erosión y corrosión son más importantes que los de deposición de carbonatos (los que forman los denominados espeleotemas). El espesor de roca sobre las galerías es de alrededor de 30 metros. Debido a la gran actividad hídrica que la caracteriza, la cueva está decorada con muchos espeleotemas de calcita, especialmente estalactitas (Forti y col. 1999). Estas últimas tienen su máximo desarrollo en el Salón de la Lluvia, donde se encuentra una llamativa columna denominada como “El Chaguaramo”, que se formó como consecuencia de la unión de una estalactita con una estalagmita y que posee una gran semejanza con la palma del mismo nombre.
En cuanto a su geología y litología, la Formación Las Mercedes (que aflora en este monumento) se remonta al Mesozoico (Jurásico-Cretácico). Es una formación metamórfica de esquistos principalmente calcáreos, con zonas grafitosas y localmente micáceas (PDV 1997). En la zona de Birongo predominan los mármoles calcíticos (Urbani 1996). La calcita es de hecho el mineral más común en las cuevas y adopta formas espectaculares como las estalagmitas, estalactitas y columnas.
Además de la calcita, en la cueva existen otros minerales como la halita, que forma una capa muy delgada que cubre la pared del fondo del Salón del Chaguaramo; óxidos hidróxidos amorfos de hierro y manganeso, que forman pisolitas, que es una corteza delgada de roja a negra que cubre la roca del fondo de la quebrada que atraviesa el Salón del Chaguaramo; amonio-jarosita, presente como puntos azul claro en la pared de mármol del salón del Chaguaramo; koktaita, que aparece mezclada con hidroxilapatito y halita como puntos grises en la pared de mármol; y manganoberzelita, se encuentra como una capa delgada de coloración roja a marrón-rojiza sobre el fondo de caliza de las quebradas activas (Urbani 1996). De estos minerales, la koktaita, amonio-jarosita y la manganoberzelita no han sido reportados en ninguna otra cueva del mundo (Forti y col 1999).

## Biodiversidad
La cueva está rodeada por un bosque semicaduco estacional pre-montano y presenta tres estratos arbóreos densos. Entre las especies más comunes de árboles están el araguaney y el indio desnudo. Las frecuentes crecientes de la quebrada han limitado el establecimiento de una fauna troglobia (exclusiva de la cueva). Sin embargo, existe una abundante fauna de insectos y arácnidos y poblaciones importantes de cuatro especies de murciélagos, entre los que destaca por su abundancia y gran tamaño el vampiro común (Desmodus rotundus rotundus).
La vegetación incluida en las 58 hectáreas de linderos del Monumento corresponde a un bosque semicaduco estacional pre-montano y presenta tres estratos arbóreos densos.
Entre las especies más comunes están el araguaney (Handroanthus chrysanthus), el indio desnudo (Bursera simaruba), el ramón (Brosimum alicastrum), el tuque (Ocotea glandulosa) y el palo de vaca (Poulsenia armata) (MARNR 1992).
Con respecto a la fauna, en general, para Venezuela se ha estimado que el número de invertebrados presentes en cuevas es de 250 taxa (147 han sido determinados a nivel de especie), mientras que el número de especies de vertebrados se estima en unas 90. Entre los vertebrados, los más numerosos son los murciélagos y los peces. De la fauna cavernícola descrita en Venezuela se estima que aproximadamente un 10% corresponde a formas troglobias, es decir, especies que cumplen todo su ciclo de vida dentro de las cuevas y que presentan características específicas producto de su evolución en estos ambientes. Estas características corresponden siempre a pérdida de los pigmentos y atrofia de los ojos (Galán 1995).
En el caso de Alfredo Jahn, las frecuentes crecientes de la Quebrada Cambural, que pueden inundar completamente la cueva, han limitado el establecimiento de una fauna troglobia. En consecuencia, las especies presentes corresponden principalmente a formas troglófilas (que cumplen solo parte de su ciclo de vida dentro de la cueva) o trogloxena (visitantes ocasionales de estos ambientes), siendo particularmente abundante la fauna asociada al guano (Bordón 1973).
En la cueva hay al menos cuatro especies de murciélagos reportados, todos comunes en Venezuela: dos especies insectívoras pequeñas (el bigotudo común, Pteronotus parnelli y el orejas de embudo, Natalus stramineus), una especie omnívora grande, el murciélago lanceolado mayor (Phylostomus hastatus) y el vampiro común (Desmodus rotundus). Esta última es una especie ampliamente distribuida en el país sobre la cual existen gran cantidad de mitos debido a que se alimenta exclusivamente de sangre de mamíferos. Uno de los factores más importantes en la expansión de la especie en Venezuela ha sido la introducción de ganado vacuno y equino al cual ataca durante la noche (Linares 1998). Las poblaciones más numerosas de vampiro común dentro de la cueva se encuentran en la sección seca cercana a las bocas 2, 3 y 4. El suelo en las áreas donde están localizadas las colonias de murciélagos está cubierto por cantidades importantes de guano.
Entre los insectos, se ha reportado la presencia de seis órdenes diferentes: himenóptera (hormigas), coleoptera (coquitos), dípteros (moscas), neuróptera, hemíptera (chinches) y blattaria (cucarachas). Por su parte, los arácnidos incluyen al menos cinco órdenes, entre los que destaca el araneida, que incluye tres especies (Priscula paeta, Wendilgarda miranda y Achacaranea inopinata). Por último destaca la presencia de al menos dos especies de camarones asociados a las aguas de la quebrada (Bordón 1973).

## Administración
La Cueva Alfredo Jahn fue decretada como Monumento Natural el 12 de diciembre de 1978 con la finalidad de proteger este valioso recurso escénico que constituye una de las cuevas más grandes del país y que presenta singulares características por sus múltiples accesos y salones, la extensión de sus galerías y sus notables formaciones y cristalizaciones naturales (República de Venezuela 1979).
Su administración y manejo le corresponden al Instituto Nacional de Parques (INPARQUES), organismo encargado de administrar el sistema de parques nacionales de Venezuela. Actualmente las autoridades del Parque nacional El Ávila se encargan de la señalización y manejo de los letreros ubicados cerca de la entrada principal de la cueva, y el Guardaparques asignado a la región oriental de dicho parque también realiza labores de vigilancia y control en el monumento, ya que hoy en día no posee puesto de guardaparques. Sus linderos no están materializados de una manera formal en el terreno, aunque un pequeño tramo de la Quebrada Casupal sirve como un lindero natural, el resto de los linderos vienen definidos mayormente por curvas de nivel. Recientemente algunos grupos organizados han elaborado algunas de las señalizaciones en el camino de acceso a la cueva, lo que se suma a dos avisos ya existentes en los que describen las características de esta formación geológica.
Por ser un monumento natural existen muchas restricciones de uso, siendo actividades prohibidas la caza con fines deportivos o comerciales, la introducción y cría de animales domésticos, los eventos deportivos o recreativos masivos, el porte de armas y la extracción de especies de flora y fauna. Son actividades permitidas el excursionismo y las investigaciones científicas. El monumento no posee Plan de Ordenamiento y Reglamento de Uso, y las regulaciones mencionadas anteriormente se encuentran establecidas en el Reglamento sobre Administración y Manejo de los Parques nacionales y Monumentos Naturales (República de Venezuela, 1989).

## Influencia humana
Cerca del monumento natural se encuentra el centro poblado de Birongo, el cual está formado por diversos caseríos, siendo Marasmita de Birongo el más próximo a la ruta de acceso a la cueva. Birongo fue un “cumbe”, es decir, un pueblo formado por negros cimarrones o esclavos escapados de las haciendas cacaoteras, quienes se internaban en las montañas de las que solo salían ocasionalmente (Ríos y col. 1991). Este centro poblado está ubicado en el Municipio Brión, que para el año 2001 tenía una población aproximada de 45 mil habitantes y una tasa de crecimiento anual de 2,9%, mayor que la tasa de crecimiento del país de 2,2% (INE 2005).
En las playas del mencionado municipio se desarrolla una significativa actividad turística, por lo que Higuerote, su capital, cuenta con una infraestructura de edificios, hoteles y restaurantes. Lejos de la costa, la principal actividad económica de la población es la agricultura, como es el caso de Birongo y el vecino pueblo de Curiepe, donde el cultivo de cacao en pequeña escala tiene una especial importancia. Otros cultivos de la zona son el ocumo, el ñame, la yuca, el mapuey, el plátano y el cambur. Dentro del monumento se encuentran los caseríos de Casupal y La Oficina, quienes también realizan actividades agrícolas, tanto dentro como fuera del área protegida, aunque una gran mayoría de sus habitantes cultiva fuera de los linderos. Es importante señalar que las quebradas de esta área protegida le aportan agua a los distintos caseríos de la zona.

## Turismo
Desde el punto de vista cultural, el cercano pueblo de Birongo reviste un interés particular por ser una de las zonas más importantes de culto a las raíces africanas en la costa venezolana. El pueblo surgió como un refugio de esclavos africanos escapados de las plantaciones de cacao de la región, manteniéndose aislado durante mucho tiempo. Por muchos años sus habitantes no se internaban la cueva y desconocían su potencial turístico y recreativo. Actualmente Alfredo Jahn es considerada como una de las cuevas más visitadas del país, con un estimado entre 2.000 y 5.000 visitantes al año.
El acceso se realiza a través de una carretera de tierra (parcialmente pavimentada) en la margen izquierda de la Quebrada Casupal. El camino cruza está quebrada en donde se puede encontrar una pequeña bodega que también sirve como centro de acopio y distribución de insumos para los habitantes de la zona. Luego el camino continúa atravesando la Quebrada Cambural y a unos 200 metros se encuentran la mayoría de las entradas a la cueva, siendo la Boca 6 la mayor de todas y la que permite un acceso fácil a los visitantes.
Las galerías más impresionantes son los Salones del Chaguaramo y de la Lluvia y la Galería Codazzi. El Salón del Chaguaramo tiene unos 30 m de longitud. El nombre se deriva de una enorme columna de seis metros de altura cuyo ápice semeja las hojas de una palma. El adyacente Salón de la Lluvia es también bastante amplio y tiene este nombre por el goteo de agua continuo que se desprende del techo de la galería, la cual tiene una gran cantidad de formaciones muy hermosas. Otra de las zonas de interés es el Arrastradero, que comunica la Galería de la Quebrada con la del Río y tiene unos 25 metros en los que es necesario arrastrarse para pasar. Se debe resaltar también la existencia del Paso del Tremedal en la Galería del Río, cuyo paso es incómodo ya que en ocasiones el agua llega a la altura del pecho, así como el Paso del Mono, el cual puede evitarse trepando por las paredes de roca caliza.
Uno de los recorridos recomendados es la ruta Boca 6 – Galería del Río – Galería Codazzi – El Hongo – Salón del Chaguaramo, el cual abarca unos 520 metros, y la otra ruta es Boca 6 – Galería de la Quebrada – Boca 8, de unos 240 metros. Ambos pueden conectarse por el Arrastradero completando un tiempo de permanencia dentro de la cueva que puede oscilar entre cuatro y cinco horas (Ríos y col. 1991). 
En la cueva Alfredo Jahn los visitantes deben tomar precauciones debido a la existencia del riesgo de contraer histoplasmosis, una enfermedad de distribución mundial que afecta los pulmones y que es causada por un hongo (Histoplasma capsulatum). La enfermedad, generalmente asociada a cuevas secas, se adquiere por la inhalación de las esporas que se transforman en levaduras en los pulmones. Aun cuando la Cueva Alfredo Jahn es en general una cueva húmeda, existen secciones secas con acumulaciones de guano, que pudieran ser consideradas las de mayor riesgo para el contagio de la enfermedad (Suárez y col. 2002).
Para entrar a la cueva se deben tener linternas con pilas de respuesto, así como cascos para la protección en aquellas galerías de baja altura. Se recomienda también entrar con guías que conozcan el sistema de galerías y las zonas más probables de contagio de histoplasmosis.

## Conservación e investigación
La exploración científica de la cueva se inició en 1952, con la visita realizada por la Sección de Espeleología de la Sociedad Venezolana de Ciencias Naturales. En esta primera exploración participaron Juan Antonio Tronchoni, Eugenio De Bellard y Roberto Contreras quienes llegaron a la cueva guiados por cazadores locales que la conocían con el nombre de Cueva de la Tapa de Cambural. Estos la bautizaron en memoria del destacado ingeniero y naturalista Venezolano Alfredo Jahn (1867-1940), reconocido explorador de los Andes, la región central y la Amazonía Venezolana, quien además fue fundador de la Sociedad Venezolana de Ciencias Naturales. Alfredo Jahn fue un pionero de diversas disciplinas científicas en Venezuela como la geografía, geología, topografía, astronomía, antropología, lingüística y la botánica (Fundación Polar 1997).
La cueva fue levantada y registrada en el Catastro Espeleológico Nacional por la Sociedad Venezolana de Espeleología en 1973 (SVE 1973). La única síntesis descriptiva de la fauna disponible es la realizada por Carlos Bordón, incluida en el catastro de 1973. 
A partir de entonces, algunos de sus miembros, entre los que destaca Franco Urbani, han realizado algunos estudios sobre la composición fisicoquímica de las aguas (Urbani 1995) y sobre la geología y mineralogía (Urbani 1996). Recientemente, las estalagmitas de la cueva han sido utilizadas en estudios de paleoclimatología (Gonzáles y Gómez 2002).
En la Cueva Alfredo Jahn existe un reporte médico detallado de un brote de histoplasmosis que afectó a un grupo de 34 estudiantes de bachillerato y un profesor que permanecieron 20 minutos en la cueva en marzo del 2000. De los 28 estudiantes evaluados, 71% desarrollaron la enfermedad aguda. Este es uno de los brotes de histoplasmosis más grandes reportados en el mundo (Suárez y col. 2002).
La enfermedad, generalmente asociada a cuevas secas, se adquiere por la inhalación de las esporas, las cuales se transforman en levaduras en los pulmones. El hongo es particularmente abundante en zonas con acumulación de excrementos de aves y murciélagos en descomposición o mezclados con el suelo y tiende a ser inhalado al levantarse polvo por la remoción del guano. La gravedad de la histoplasmosis depende del grado de exposición y la inmunidad previa del paciente. Los síntomas más comunes incluyen fiebre elevada (hasta 42 °C), escalofríos, tos no productiva, dolor torácico, náuseas y vómitos, por lo que en muchos casos tienden a ser confundidos con los de la influenza (excepto en los casos de infección aguda). Los síntomas tienden a manifestarse luego de unos 14 días. La mayor parte de los síntomas desaparece a los 10 días, extendiéndose por mayor tiempo en casos graves. La enfermedad debe ser tratada con antimicóticos, sobre todo en aquellos casos en que se desarrollan complicaciones (Suárez y col. 2002).
En general son pocas las investigaciones relacionadas directamente con la Cueva Alfredo Jahn (Carlsen 1999), sin embargo, existen diversos trabajos que tratan de manera general a las cuevas de Venezuela y su biología (Galán 1995, Galán y Urbani 1987, Linares y Bordón 1987).

## Amenazas
Dentro del monumento natural existen dos pequeños caseríos, pero la principal amenaza la constituyen las áreas agrícolas adyacentes que están ubicadas en la cuenca de la Quebrada Cambural, que alimenta el sistema hídrico de la cueva, lo que representa un problema para la continuidad de sus procesos geológicos y coloca esta área protegida en la categoría de amenazado.

### Agricultura y deforestación
Dentro del monumento natural existen dos pequeños caseríos denominados Casupal y La Oficina, que datan de antes de la creación del área protegida y actualmente están constituidos por unas 24 casas y aproximadamente 125 habitantes (OCEI 1994, INE 2005). Las viviendas construidas por sus habitantes son bastante precarias y la principal actividad que realizan es la agricultura, siendo pocas las extensiones actualmente aprovechadas y en donde predomina como principal cultivo el ocumo, así como algunas plantas de yuca y cacao. La gran mayoría de tierras destinadas al cultivo se encuentran en período de descanso y no están sembradas, por lo que los habitantes del monumento realizan esta actividad mayormente fuera del área protegida. No obstante, recientemente han sido observadas dentro de los linderos, dos extensiones de tierras deforestadas que están siendo preparadas para la agricultura, en una de las cuales se talaron árboles de mediano porte y en la otra ya se realizó la quema para eliminar toda vegetación.
En las adyacencias del monumento natural existen actividades agrícolas en donde también predominan los cultivos de ocumo, aunque también hay cultivos de yuca, mapuey, ñame, maíz, plátano, cambur y cacao. Esto representa un problema para la continuidad de los procesos geológicos de la cueva debido a que estas actividades también suceden en su cuenca de alimentación, constituida principalmente por la Quebrada Cambural. En vista de esta situación, se infiere que los linderos actuales del monumento natural (que llegan hasta los 300 m s. n. m.) no cumplen con el objetivo de protección absoluta de la formación geológica y aunque el Parque nacional El Ávila se aproxima al monumento hasta llegar a los 400 m s. n. m., tampoco llega a abarcar la totalidad de dicha cuenca. 
De acuerdo a un estudio realizado en las microcuencas de las quebradas Cambural y Casupal, de las 2.640 ha estudiadas, el 83,5% está conformada por una vegetación natural que ha sido intervenida en menor medida (se sigue conservando el dosel del bosque o son sabanas sin uso alguno) y el restante 16,5% los constituyen conucos y centros poblados (Ríos y col. 1991). Existe la preocupación de diversos grupos ambientalistas de que la deforestación produzca una disminución de los caudales de la Quebrada Cambural y en consecuencia se vean afectados los procesos geológicos de la cueva. 
Adicionalmente, el ambiente seco de su interior favorecería la propagación del hongo Histoplasma capsulatum, teniendo como consecuencia una mayor incidencia de histoplasmosis en los visitantes.

### Carencia de personal y equipos
En la actualidad, la Cueva Alfredo Jahn posee un guardaparques, sin embargo su radio de acción no se limita a las 58 ha del monumento natural, puesto que a este funcionario también le corresponde la vigilancia y el control del extremo este del Parque nacional El Ávila. Existe una carencia de equipos e infraestructura para el transporte, radiocomunicaciones, así como la dotación de un puesto de guardaparques que también sirva como centro de control e información para los visitantes. No hay una presencia institucional eficiente que pueda afrontar la magnitud de las situaciones que se presentan como consecuencia de la actividad humana en la zona.

## Amenazas futuras

### Turismo
Si bien no se han realizado estudios de capacidad de carga sobre la cueva, se ha recomendado que los grupos que se internen en la cavidad sean de un máximo de ocho personas (Ríos y col. 1991). Existen restricciones para el turismo masivo como la estrechez de las galerías y la casi inexistencia de salones amplios. El tipo de actividad que se realiza actualmente es un turismo de aventura y naturalista, un esquema ideal que debe mantenerse, sin ofrecer facilidades adicionales como senderos internos e instalación de luces (Ríos y col. 1991, Pérez 1978). La promoción de la cueva como atractivo turístico del Estado Miranda debe considerar esta limitación, puesto que con el nivel de visitantes existente hasta el presente se han observado en pequeña medida algunos impactos de la presencia humana como pinturas en algunas paredes (“grafitis”), estalactitas rotas, residuos sólidos y restos de carburo, un tipo de combustible sólido utilizado para la iluminación.
En ocasiones entran a la cueva personas que no tienen conocimiento previo de la estructura de las galerías y tampoco cuentan con equipos adecuados como cascos y linternas, poniendo en riesgo su integridad física. Aun cuando la cueva no es considerada un ambiente favorable para la infección con histoplasmosis por ser muy húmeda todo el año, se reportó uno de los casos con mayor número de visitantes infectados reportados en la literatura (Suárez y col. 2002).

### Expansión de la frontera agrícola e invasiones humanas
El crecimiento poblacional que experimenta el Municipio Brión indica que muy posiblemente se continuará expandiendo la frontera agrícola para dar sustento, alimento y vivienda a una población creciente. A pesar de la protección legal que implica la figura de monumento natural, esta área podría verse afectada de no tomarse las medidas necesarias para regular y controlar el uso de la tierra en sus adyacencias.

## Soluciones propuestas

### Expansión de la frontera agrícola, invasiones humanas y deforestación
La propuesta formulada recientemente por el Instituto Nacional de Parques y el Ministerio del Ambiente y los Recursos Naturales de ampliar los linderos del Parque nacional El Ávila, constituye la medida inicial para garantizar la protección legal de la cuenca de alimentación de la Cueva Alfredo Jahn. Sin embargo, debe tomarse en cuenta lo expuesto con anterioridad de que existen habitantes que realizan actividades agrícolas en esta zona de ampliación, por lo que tendrán que buscarse soluciones a un problema de tipo social. Una opción puede ser limitar el uso agrícola a las zonas actualmente cultivadas y brindar programas de asesoramiento a los agricultores para lograr un mejor uso de los suelos, tarea en la cual puede intervenir el Ministerio de Agricultura y Tierras. Si se toma en cuenta que ya existe un daño sobre la microcuenca de la Quebrada Cambural y sobre los procesos de la cueva, podría ser necesario hacer una reubicación de estos habitantes, en cuyo caso también tendría que intervenir el Ministerio de Agricultura y Tierras a través del Instituto Nacional de Tierras. 

### Turismo
En la promoción de la Cueva Alfredo Jahn como atractivo turístico se debe informar sobre las capacidades de la cavidad para el turismo masivo y recomendar la entrada de grupos pequeños, con guías que conozcan el sistema de galerías y equipos mínimos adecuados como cascos, linternas y pilas de repuesto. Asimismo, debe destacarse la importancia del monumento natural y su conservación.
Carencia de personal y equipos Con la finalidad de mejorar la vigilancia y el control del área y tomando en cuenta el solapamiento de funciones con el Parque nacional El Ávila, es necesario contar con al menos otro guardaparques, así como tener la correspondiente dotación de infraestructura y equipos. Una de las ventajas con que cuenta el monumento es que la misma bodega que se encuentra cerca de la cueva es un aliado, al ser un punto de referencia e información donde se puede encontrar al guardaparques y a otras personas que sirven como guías y alquilan equipos como cascos y linternas. Otras alianzas importantes han sido los grupos voluntarios que han elaborado las señalizaciones para orientar a los visitantes de la cueva.

## Fuente
- Perfil del Monumento Natural Cueva Alfredo Jahn - ParksWatch Venezuela